# Nowa Róża
Nowa Róża (prononciation : [ˈnɔva ˈruʐa]) est un village polonais de la gmina de Nowy Tomyśl dans le powiat de Nowy Tomyśl de la voïvodie de Grande-Pologne dans le centre-ouest de la Pologne.
Il se situe à environ 9 kilomètres à l'est de Nowy Tomyśl (siège de la gmina et du powiat) et à 46 kilomètres à l'ouest de Poznań (capitale régionale).

## Histoire
De 1975 à 1998, le village faisait partie du territoire de la voïvodie de Poznań.

Depuis 1999, Nowa Róża est situé dans la voïvodie de Grande-Pologne.
Le village possède une population de 187 habitants en 2014.